# Max Park
Max Park (Cerritos, California, 28 de diciembre de 2001) es un solucionador del cubo de Rubik estadounidense, considerado como uno de los mejores speedcubers de todos los tiempos. Es el campeón mundial de resolución 3×3×3 y poseía el récord mundial de resolución single 3×3×3 con 3,13 segundos, obtenido en la primera ronda del campeonato Pride de Long Beach el 11 de junio de 2023. Es uno de los dos únicos speedcubers en ganar dos veces el Campeonato Mundial de la WCA (el otro es Feliks Zemdegs). Ganó en 2017 y 2023.  
Park anteriormente ostentaba el récord mundial en la resolución del cubo 3x3x3 en promedio (según las tradiciones de la WCA), con 6,39 segundos, establecido el 23 de abril de 2017 en el OCSEF Open 2017. Antes de esto, el récord había sido mantenido por el australiano Feliks Zemdegs, que lo había mejorado 9 veces en 7 años de 9,21 segundos el 30 de enero de 2010 a 6,45 segundos. Park es el único cuber además de Feliks Zemdegs que ha establecido el récord desde el 27 de septiembre de 2009. También ha establecido varios récords mundiales al resolver los cubos 4x4x4, 5x5x5, 6x6x6 y 7x7x7, y 3x3x3 con una sola mano. Ha ganado 297 eventos en muchas competiciones de cubos de Rubik.
El 29 de julio de 2020, Netflix estrenó The Speedcubers, un documental que transcurre en el WCA World Championship 2019 en Melbourne, donde Max es protagonista junto a Feliks Zemdegs, lo que aumentó la fama de ambos.

## Clasificaciones notables
| Evento                  | Tipo     | Tiempo (mm:ss) | Ranking mundial |
| ----------------------- | -------- | -------------- | --------------- |
| 3x3x3                   | Único    | 3,13           | 1.º             |
| 3x3x3                   | Promedio | 4,86           | 2.º             |
| 4x4x4                   | Único    | 16,49          | 1.º             |
| 4x4x4                   | Promedio | 19,88          | 1.º             |
| 5x5x5                   | Único    | 33,02          | 1.º             |
| 5x5x5                   | Promedio | 38,42          | 1.º             |
| 6x6x6                   | Único    | 59,74          | 1.º             |
| 6x6x6                   | Promedio | 1:09,23        | 1.º             |
| 7x7x7                   | Único    | 1:40,89        | 1.º             |
| 7x7x7                   | Promedio | 1:46,57        | 1.º             |
| 3x3x3 Con una sola mano | Único    | 6,20           | 1.º             |
| 3x3x3 Con una sola mano | Promedio | 8,76           | 2.º             |